# Ernest Delahaye
Pour les articles homonymes, voir Delahaye (homonymie).
Ne doit pas être confondu avec Ernest Jean Delahaye.
Ernest Delahaye (Mézières, 1er septembre 1853 - Maisons-Laffitte, 1930) est un écrivain français, ami d'Arthur Rimbaud dont il fut le premier biographe.

## Biographie
Ernest Delahaye naît le 1er septembre 1853 à Mézières,.
Delahaye et Rimbaud sont condisciples en avril 1865 à l'école à Charleville. Il aide Rimbaud à recopier ses poèmes pour les diffuser auprès d'amis ou de connaissances liés au monde littéraire. Il est l'un des sept destinataires de la plaquette d'Une saison en enfer (octobre 1873).
Delahaye assiste au départ de son ami pour Paris en septembre 1871 et part le rejoindre pour un temps. C'est dans une lettre à Ernest le 14 octobre 1875 que se trouve le dernier poème de Rimbaud.
C'est grâce à Rimbaud que Delahaye rencontre Paul Verlaine, qui lui dédie son Sonnet boiteux — À Ernest Delahaye. Une correspondance entre les deux a également été conservée.
Delahaye consacre plusieurs livres aux deux poètes tout en effectuant une carrière de fonctionnaire au ministère de l'Instruction publique. Il est également l'auteur de dessins représentant Rimbaud et exécutés de son vivant.
De 1879 à 1881, Delahaye travaille dans diverses institutions scolaires, à Montrouge, Versailles et Boulogne-sur-Seine. En août 1881, il est nommé au ministère de l'Instruction publique, d'abord comme employé puis comme rédacteur, affecté au bureau des échanges avec l'étranger ; il y reste jusqu'à sa retraite en 1913.
Delahaye meurt le 22 novembre 1930 à Maisons-Laffitte,. Il est inhumé au cimetière de la ville. Une plaque commémorative lui rend hommage au 8, rue de l'ancienne mairie.

## Publications
- Verlaine, édition Albert Messein, 1919, prix Bordin 1921 de l’Académie française.
- Rimbaud. L'artiste et l'être moral, éditions Albert Messein, 1923
- Souvenirs familiers à propos de Rimbaud, Verlaine et Germain Nouveau, éditions Albert Messein, 1925, in 8°, 198 pages.
- Les Illuminations et Une Saison en enfer, éditions Albert Messein, 1927
- La Part de Verlaine et Rimbaud dans le sentiment religieux contemporain, éditions Albert Messein, 1935

Ces ouvrages ont été plusieurs fois réédités et pour certains refondus sous de nouveaux titres :
- Rimbaud, souvenirs d'Ernest Delahaye, éditions Sauret, 1993
- Mon ami Rimbaud, éditions Naïves, 2010